# Claes Dircx van Balckeneynde
Claes Dircx van Balckeneynde, ook genaamd Nicolaes Dircxs Balckenende (1599 of 1600 – 1664), was meester-timmerman, stadsarchitect en stadsbouwmeester van Den Haag en is vooral bekend als bouwer van Paleis Noordeinde in 1640, samen met Pieter Post van Huis ten Bosch vanaf 1646 en het Catshuis in 1652.
Vermoedelijk is hij een zoon van Dirck Pieterse van Balckenende die als vermogend timmerman in de belastingregisters van Den Haag in 1627 voorkomt.
In 1634 kocht hij met anderen een perceel grond aan het Plein, dat voorheen tuin was van de stadhouder, om een huis te kunnen stichten. Op 17 oktober 1636 kreeg hij een grote opdracht voor 24.800 ponden om een nieuw gebouw op te richten aan de Hofvijver voor de Sint Sebastiaansdoelen (Den Haag), waarin tegenwoordig het Haags Historisch Museum is gevestigd. Van deze gunning is in datzelfde jaar door Jan van Ravesteyn een schilderij gemaakt waarop het voltallige stadsbestuur is afgebeeld en waarop ook Van Balckeneynde en de architect Arent van 's-Gravesande te zien zijn.

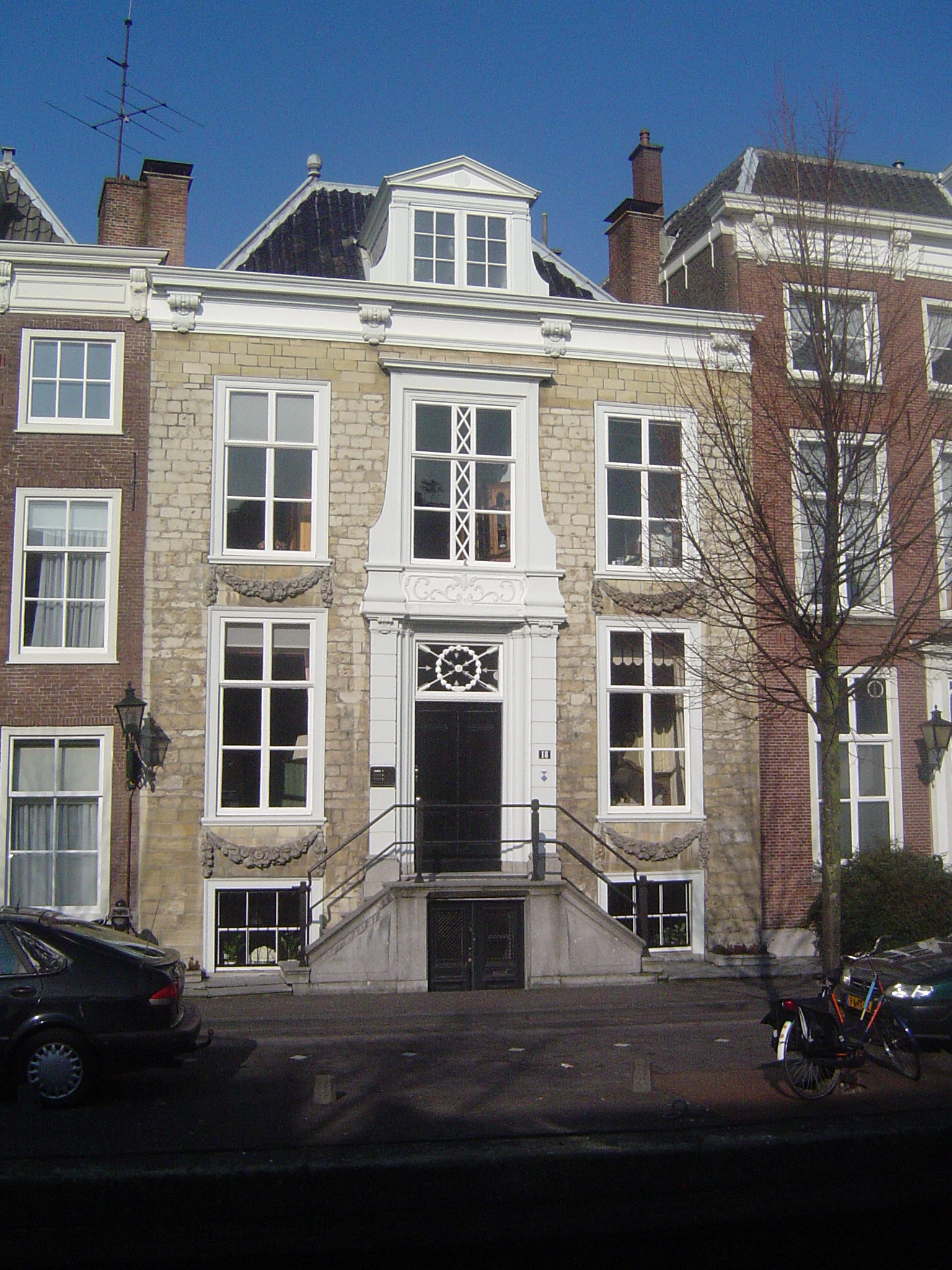
Dunne Bierkade 18, woonhuis van Claes Dircx van Balckeneynde

Halverwege de 17e eeuw woonde hij op Dunne Bierkade 18 te Den Haag, dat op zijn verzoek in 1638 werd ontworpen door Pieter Post met wie hij veel samenwerkte. Het huis bestaat nog met de originele zandstenen voorgevel en is een rijksmonument. In 1977 werd het huis in opdracht van de uitgever J.H.C. Voorhoeve gerestaureerd door Jo Kruger. Ook het naastgelegen pand (nr. 17) werd in opdracht van Van Balckeneynde gebouwd. Door een bijzondere loop der dingen ontving deze architect kort nadien ook de opdracht voor de restauratie van twee van de paleizen die destijds door Van Balckeneynde waren gebouwd, Huis ten Bosch en Paleis Noordeinde. 
Uit zijn huwelijk kreeg hij 10 kinderen, van wie er 9 volwassen werden. Zijn oudste dochter Adriana trouwde met de bekende dierenschilder Paulus Potter, die naast hem op nummer 17 kwam wonen en dit pand huurde van de schilder Jan van Goyen. Volgens Houbraken had hij grote moeite met de relatie van zijn dochter met Potter omdat deze alleen dieren schilderde, maar op voorspraak van anderen stemde hij toch in met een huwelijk.